# Chão (álbum de Lenine)
Chão é o sétimo álbum de estúdio do cantor e compositor Lenine. Foi Lançado no dia 19 de outubro de 2011. Foi produzido em parceria com seu filho Bruno Giorgi. Conta com composições de Lula Queiroga, Carlos Rennó e Ivan Santos. Levando os nomes de Bruno Giorgi e Carlos Freitas o álbum recebeu indicação ao Grammy Latino por "Melhor Engenharia de Som", mas não venceu a categoria.

## Sobre a capa
A capa do álbum é uma fotografia do cantor com seu neto Tom no colo, filho do também músico João Cavalcanti. A foto da capa foi feita por Anna na casa deles, num dia de família reunida há dois anos, quando nem se pensava em Chão.
| “ | “Nesse momento, eu era o seu chão" | ” |

, diz o cantor.

## Faixas
| N.º | Título                                 | Compositor(es)        | Duração |  |
| 1.  | "Chão"                                 | Lenine, Lula Queiroga | 3:31    |  |
| 2.  | "Se Não For Amor, Eu Cegue"            | Lenine, Lula Queiroga | 2:26    |  |
| 3.  | "Amor é Pra Quem Ama"                  | Lenine, Ivan Santos   | 2:18    |  |
| 4.  | "Seres Estranhos"                      | Lenine, Ivan Santos   | 3:19    |  |
| 5.  | "Uma Canção e Só"                      | Lenine                | 3:29    |  |
| 6.  | "Envergo Mas Não Quebro"               | Lenine, Carlos Rennó  | 3:32    |  |
| 7.  | "Malvadeza"                            | Lenine                | 2:09    |  |
| 8.  | "Tudo Que Me Falta, Nada Que Me Sobra" | Lenine, Lucky Luciano | 2:28    |  |
| 9.  | "De Onde Vem a Canção"                 | Lenine                | 2:25    |  |
| 10. | "Isso é Só o Começo"                   | Lenine, Carlos Rennó  | 3:02    |  |

## Créditos
- Lenine - produção
- Bruno Giorgi - produção, mixagem
- JR Tostoi - produção
- Carlos Freitas - masterização